# Indian Railways ZDM-2 sorozat
Az Indian Railways ZDM-2 sorozat keskeny nyomtávolságú dízel-hidraulikus mozdonysorozat, melyet a német Maschinenbau Kiel gyártott az Indian Railways számára. Az 1980-as és 1990-es években a típus számos tagja KPC gyártmányú hajtóművet kapott, ezeket átsorozták a ZDM-2R sorozatba.

## Történet
A ZDM-2 sorozatot a Maschinenbau Kiel (MaK) tervezte és gyártotta. A típust kifejezetten az indiai 762 milliméteres nyomtávolságú vonalakra fejlesztették ki. A 600488-as gyártási számú mozdonyt a leszállítása előtt a Kreisbahn Osterode-Kreiensen 750 milliméteres nyomtávolságú vasútvonalon tesztelték. A típust kezdetben a Kalka–Szimla-vasútvonalon és a Kangra-völgyi vasúton, majd később Nágpurban használták. A Kalka–Szimla-vasútvonalon a tíz ZDM-2 mozdonnyal részben a korosodó gőzmozdonyokat, részben az elégtelen teljesítményű és meghibásodásra hajlamos ZDM-1 dízelmozdonyokat váltották ki a személyszállításban. A Kalka–Szimla-vasútvonalon a ZDM-1 mozdonyok mindössze három, míg a ZDM-2 mozdonyok gyakran hét személyszállító kocsit húztak. A ZDM-2 és a vonalon maradt ZDM-1 mozdonyokat az 1970 és 1972 között leszállított tíz darab ZDM-3 teljesen leváltotta, előbbieket az 1971–1972-ben a South Eastern Railwayre, utóbbiakat 1976-ban a Matheran hegyi vasútra helyezték át. A ZDM-2 indiai gyártású „Suri” típusú hidraulikus hajtóművet kapott, amely kifejezetten meghibásodásra hajlamosnak bizonyult. A típusba a Maybach „MD 435” típusú dízelmotorját szerelték. Ez az első tíz példány esetében 1400 min⁻¹ fordulaton 650 metrikus lóerő (478 kW), míg a több tizenöt egység esetében 1700 min⁻¹ fordulaton 700 metrikus lóerő (515 kW) névleges teljesítményű.
A típus több tagját az 1980-as és az 1990-es években átalakították; KPC gyártmányú hidraulikus hajtóművet és MaK gyártmányú dízelmotort kaptak.

## Mozdonylista
| MaK G 700 BB mozdonyok listája |             |           |                                  | |
| Gyártási szám                  | Gyártás éve | Pályaszám | Üzemeltető                       | Megjegyzés |
| 600478                         | 1964        | 123       | 1964–1971/72: NR, 1971/72–?: SER | Selejtezték |
| 600479                         | 1964        | 124       | 1964–1971/72: NR, 1971/72–?: SER | Selejtezték |
| 600480                         | 1964        | 125       | 1964–1971/72: NR, 1971/72–?: SER | Selejtezték |
| 600481                         | 1964        | 126       | 1964–1971/72: NR, 1971/72–?: SER | Selejtezték |
| 600482                         | 1964        | 127       | 1964–1971/72: NR, 1971/72–?: SER | Selejtezték |
| 600483                         | 1964        | 128       | 1964–1971/72: NR, 1971/72–?: SER | Selejtezték |
| 600484                         | 1964        | 129       | 1964–1971/72: NR, 1971/72–?: SER | Selejtezték |
| 600485                         | 1964        | 130       | 1964–1971/72: NR, 1971/72–?: SER | Selejtezték |
| 600486                         | 1964        | 131       | 1964–1971/72: NR, 1971/72–?: SER | Selejtezték |
| 600487                         | 1965        | 132       | 1965–1971/72: NR, 1971/72–?: SER | Az 1980-as vagy az 1990-es években új hajtóművet és motor kapott. A Jamalpur Locomotive Workshop területén megőrizték                           |
| 600488                         | 1964        | 133       | SER                              | A leszállítása előtt a Kreisbahn Osterode-Kreiensenen tesztelték. Az 1980-as vagy az 1990-es években új hajtóművet és motor kapott. Selejtezték |
| 600489                         | 1964        | 134       | SER                              | Selejtezték |
| 600490                         | 1964        | 135       | SER                              | Selejtezték |
| 600491                         | 1964        | 136       | SER                              | A Nágpur Keskeny Nyomtávú Vasúti Múzeumban megőrizték                                                                                           |
| 600492                         | 1964        | 137       | SER                              | Selejtezték |
| 600493                         | 1964        | 138       | SER                              | Selejtezték |
| 600494                         | 1964        | 139       | SER                              | Az 1980-as vagy az 1990-es években új hajtóművet és motor kapott. Selejtezték                                                                   |
| 600495                         | 1964        | 140       | SER                              | Az 1980-as vagy az 1990-es években új hajtóművet és motor kapott. Selejtezték                                                                   |
| 600496                         | 1964        | 141       | SER                              | Selejtezték |
| 600497                         | 1964        | 142       | SER                              | Selejtezték |
| 600498                         | 1964        | 143       | SER                              | Selejtezték |
| 600499                         | 1964        | 144       | SER                              | Selejtezték |
| 600500                         | 1964        | 145       | SER                              | Selejtezték |
| 600501                         | 1964        | 146       | SER                              | Az 1980-as vagy az 1990-es években új hajtóművet és motor kapott. Selejtezték                                                                   |
| 600502                         | 1964        | 147       | SER                              | Selejtezték |